# Maino
Джермэйн Коулман (англ. Jermaine Coleman; 30 августа 1973, Бруклин, Нью-Йорк), более известный под сценическим псевдонимом Maino — американский рэпер.

## Музыкальная карьера
После нескольких выпусков микстейпов и участия в сторонних записях, Maino заметили менеджеры Universal Music и предложили контракт с компанией. В 2007 году Maino ушёл из Universal Music, чувствуя, что студия не достаточно хорошо продвигала его. Позже Джермэйн и его команда Hustle Hard подписали контракт с Atlantic Records. Первый сингл с дебютного альбома, «If Tomorrow Comes», Maino назвал «Hi Hater».Позже Maino выпустил официальный ремикс песни «Hi Hater», пригласив известных музыкантов и рэперов T.I., Swizz Beatz, Plies, Jadakiss, и Fabolous. Следующим синглом был «All the Above», при участии T-Pain, после этого композиция «Million Bucks», спродюсированная и записанная при участии Swizz Beatz.

## Дискография

### Альбомы
- 2009: If Tomorrow Comes...
- 2012: The Day After Tomorrow[3]